# Музей Південної Джорджії
Музей Південної Джорджії (англ. South Georgia Museum) розташовується в Грютвікені на острові Південна Джорджія (британська територія Південна Джорджія і Південні Сандвічеві Острови).

## Розташування
Музей займає відреставровану будівлю вілли, побудованої в 1916 році, яка використовувалася керуючим китобійної бази і його родини до закриття бази в 1964 році. Музей був відкритий в 1992 році і спеціалізувався на історії китобійного промислу. Пізніше експозиція була розширена і включила всі аспекти освоєння Антарктики: відкриття острова, історії китобійного промислу, природи, а також історію Фолклендської війни 1982 року.
Музей став популярним серед туристів, що відвідують острів на круїзних лайнерах і туристичних яхтах. Протягом довгих років кураторами музею були Тім і Пауліна Карр (англ. Tim & Pauline Carr), які жили на борту власної яхти Curlew, пришвартованої в порту Грютвікена.

## Управління та фонд музею
Зараз музеєм керує Трастовий фонд Південної Джорджії (англ. South Georgia Heritage Trust).
Серед експонатів музею є бронзовий бюст британського полярника й актора Дункана Карса роботи британського скульптора Джона Едгара. Карс зіграв вирішальну роль у нанесенні Південної Джорджії на карти і одна з гір острова тепер носить його ім'я.
Колекцію музею можна переглянути в мережі Інтернет.

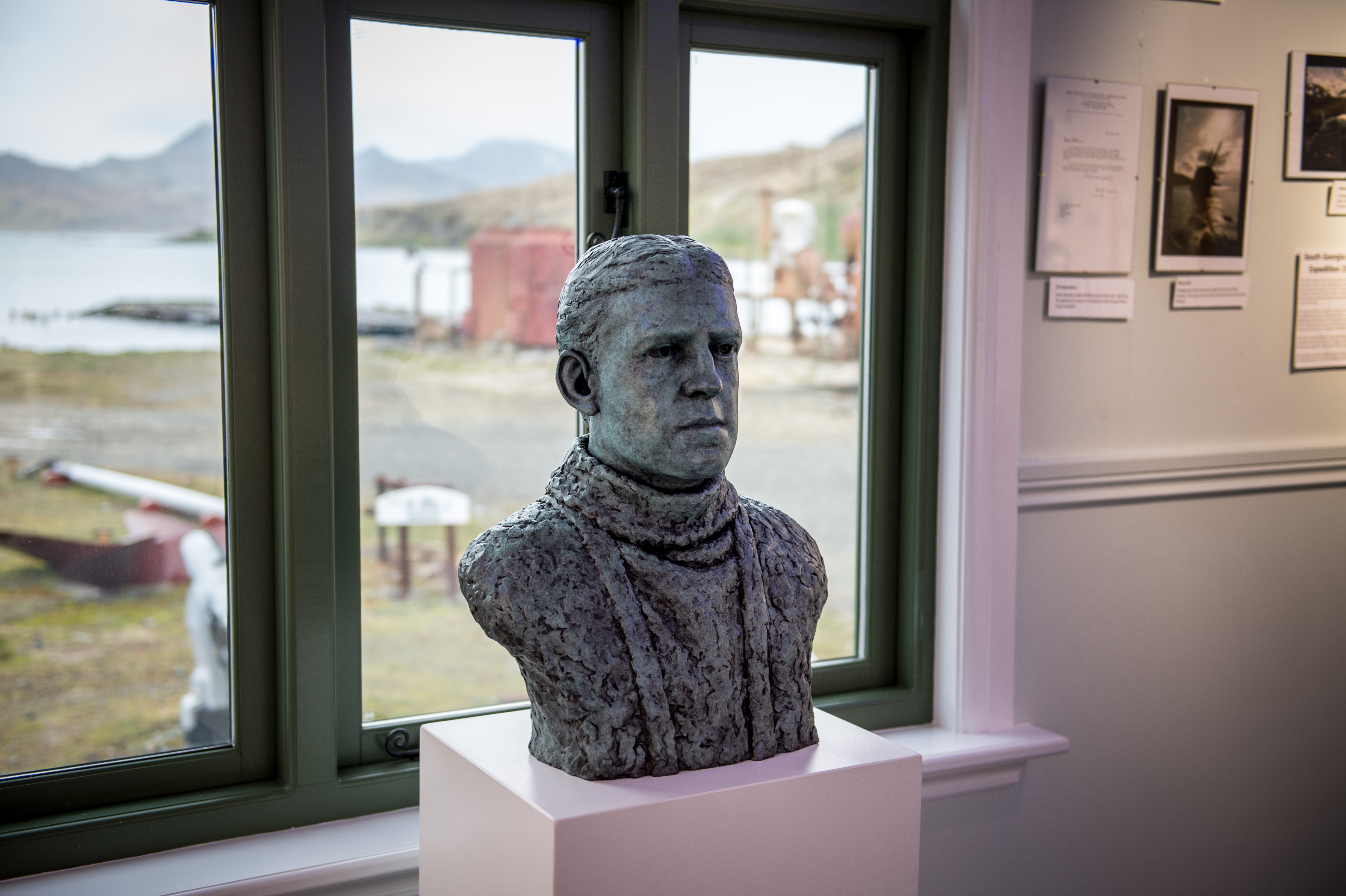
Бронзовий портретний бюст Ернеста Шеклетона скульптора Ентоні Сміта, що експонується в музеї Південної Джорджії.

Музей також співпрацює з митцями. Зокрема, британський скульптор Ентоні Сміт у листопаді 2017 року подарував музею бронзовий бюст портрета натурального розміру сера Ернеста Шеклетона, який зараз постійно демонструється в музеї.